# 鞠秀熙
鞠秀熙（1907年—？），别名鞠缉光，男，原籍山东，生于奉天安东人，中国世界史学家，曾任河南大学教授，中国政治学会顾问。